# Analetia
Analetia là một chi bướm đêm thuộc họ Noctuidae.

## Các loài
- Analetia micacea (Hampson, 1891)